# Eupen

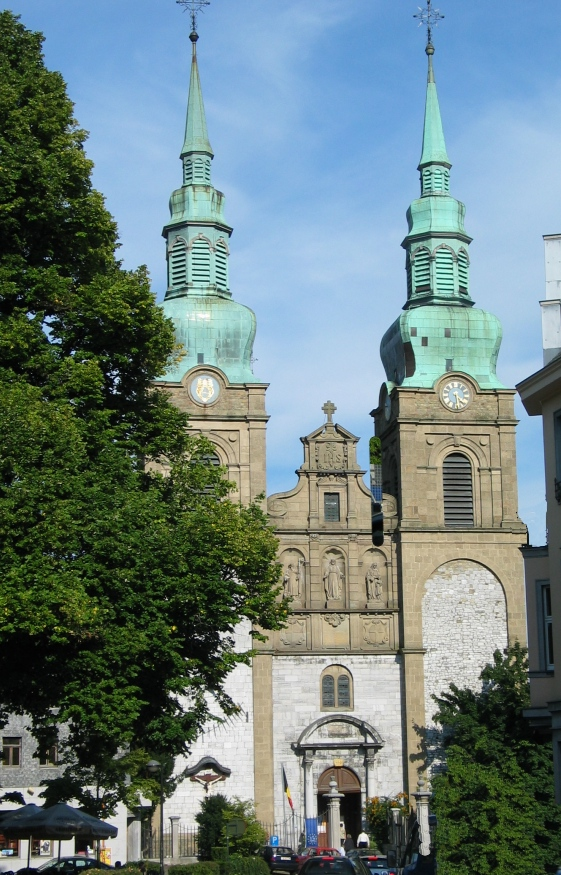
A St Nikolaus templom Eupen-ben

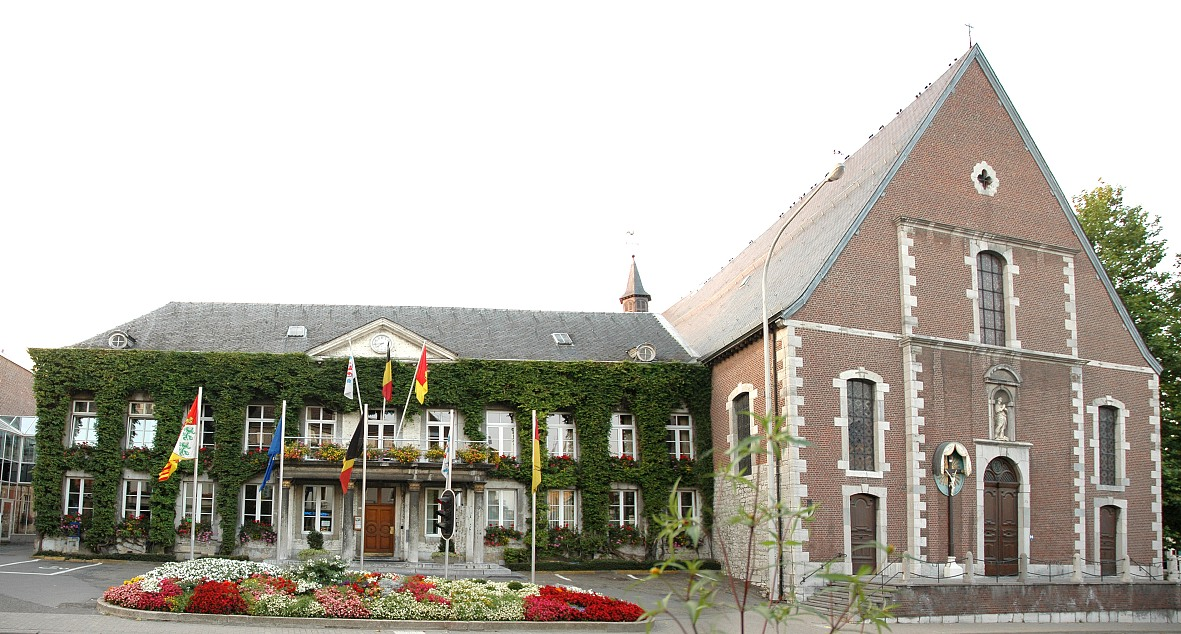
A városháza épülete, mellette jobbra a Klosterkirche épülete

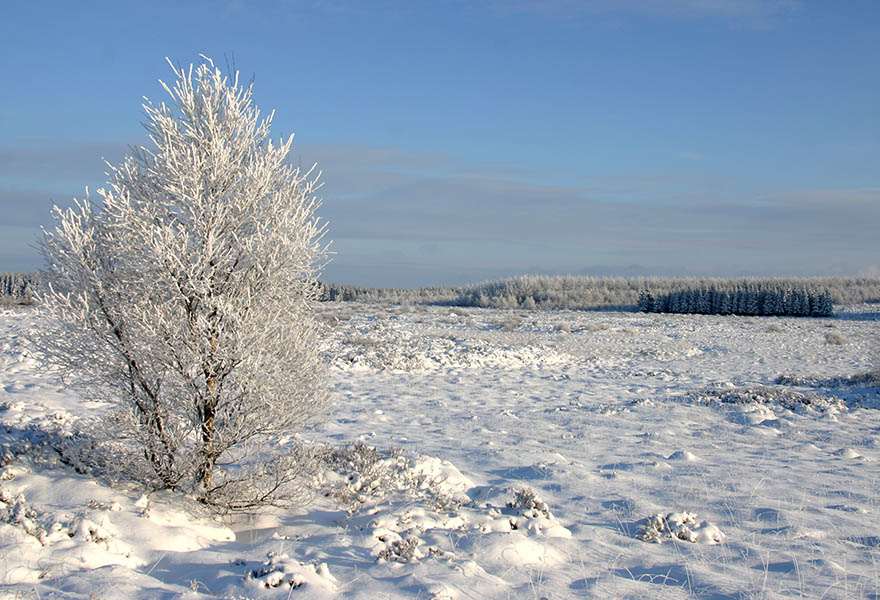
Téli táj a Hohes Venn természetvédelmi területen

Eupen a belgiumi Liège tartomány területén található város, a belgiumi német nyelvi közösség székhelye. A város Belgium keleti határától nem messze fekszik, kb. 15 km távolságra található a legközelebbi német (Aachen) és holland (Maastricht) településtől, illetve a Hohes Venn természetvédelmi területtől.
2006. január elsején Eupen lakossága 18 248 fő volt, ebből 8892 férfi és 9356 női lakos. A város teljes területe, az önkormányzat fennhatósága alá tartozó területekkel együtt összesen 103,74 km², népsűrűsége 175,90 fő/km².

## Rövid története
Eupen a 13. szd-ban a Limburgi Hercegséghez tartozott, majd előbb a brabanti, később a brugundi hercegek, illetve az osztrák és a spanyol Habsburgok birtoka lett.
Az első világháborút lezáró versailles-i béke értelmében a várost és környékét, illetve a szomszédos Malmedy városát belga fennhatóság alá helyezték, 1920-tól 1925-ig.
A város végleges hovatartozását a békeszerződés értelmében népszavazással kellett volna eldönteni, de a belga hatóságok, élükön Herman Baltia tábornokkal szabotálták a szavazás lebonyolítását. Az elvárt titkos szavazás helyett minden helyi polgár szavazata mellé feljegyezték nevüket és címüket is. A kilakoltatástól való félelmükben a lakosság nagy része a Belgiumhoz való csatlakozásra adta voksát.

## A belgiumi német közösség székhelye
1993 óta Eupen a belgiumi német nyelvi közösség (németül: Deutschsprachige Gemeinschaft Belgiens, franciául région germanophone) székhelye, itt található a közösség parlamentje és kormánya is. A város hivatalos nyelve a német, bár sok helyen beszélték a holland nyelvet, egészen a 18. sz.-ig.

## Oktatás
Eupenben található a nyelvi közösség által fenntartott főiskola, a Autonome Hochschule in der deutschsprachigen Gemeinschaft, amely tanárokat és egészségügyi dolgozókat képez.

## Kultúra
A közösség saját színházat működtet (hivatalosan St.Vith székhellyel), Agora néven, (Agora Theater der deutschsprachigen Gemeinschaft Belgiens/Belgium németajkú közösségének színháza). Ez egyetemi szinpadból, amatőr körülmények között, önszerveződő módon született 1980-ban. Mára hivatásos színház, irodalmi,  gyermek- és felnőtt előadások tekinthetőek meg.
A 2004/05. évadot nyitó hét darabból álló repertoárból hat gyermek- és ifjúsági előadás volt. A teljes társulat 30 fős, évi átlagban két premiert tartanak. A színház 1996-ban elnyerte a közhasznú fokozatot (németül Gemeinnützigkeit, franciául  association sans but lucratif, röviden asbl.), amelynek értelmében az adózók támogatásukat az adóból leírhatják. A társulat fennállása alatt számos díjat elnyert, melyből a legjelentősebb a Kölner Theater-Preis és Hauptpreis der Presse.

## Fontosabb időpontok Eupen történelmében
- 1213-ból származik Eupen városának, illetve az itt található St. Nikolaus templomot említő első irásos emlék. A város ekkor a Limburgi Hercegség része volt.
- 1288-ban a Worringeni csata után a Limburgi hercegséget I. János herceg a Brabanti Hercegséghez csatolja.
- 1387-ben a Brabanti és Limburgi hercegségek a Burgundiai hercegek birtokába kerülnek. Eupen városa leég a hollandia Guelders hercegség ellen vívott harcok során.
- 1477-ben Brabant és Limburg az osztrák Habsburg-ok birtoka lesz.
- 1544-ben a flandriai Mechelen városában nevelkedett V. Károly német-római császár a városnak piactartási jogot adományoz, a város ezután évente kétszer tarthat vásárt.
- 1555-ben Brabant és Limburg ismét gazdát cserél, ekkor a spanyol Habsburg család birtokába kerül.
- 1565-ből származik a protestáns hit és a protestánsok első említése Eupen történelmében
- 1582-ben Eupent a spanyol Alba herceg ellen harcoló holland csapatok elfoglalják és felégetik.
- 1635-ben a várost elérte a pestis.
- 1648-tól Eupen önálló helyi törvényszékkel rendelkezik.
- 1674-ben városi címet kap.
- 1680-as években indult be a helyi textilipar.
- 1713-ban az utrechti béke következményeként Eupen és környéke ismét az osztrák Habsburgok birtokába kerül, Limburg és Brabant hercegségekkel együtt.
- 1794-ben Eupen-t elfoglalják a forradalmi Franciaország csapatai és az újonnan kialakított Ourthe département, Liège préfecture , Malmedy sous-préfecture része lesz.
- 1815-ben a bécsi kongresszus-t követően Eupen-t a Porosz Királysághoz csatolják, ahol a Rajnai Provincia része lesz.
- 1920-ban az első világháborúban vesztes németekkel kötött versailles-i békeszerződés értelmében Eupen és a Keleti kantonok (Ost-Kantone) néven ismert területek Belgiumhoz kerülnek.

## Látnivalók
A városháza klasszicista stílusban épült, közvetlenül mellette található az 1771-ben épült barokk stílusú apátsági templom. Korábban a városháza épülete adott otthon az apátságnak.
eupen még további négy templom található
- Szt. Nikolaus templom 1727-ben szintén épült, szintén barokk stílusú
- a Szt. Lambert kápolna 1690-ben épült
- a neogótikus stílusú evangélikus templom 1850-ben épült fel
- a Szt. József templom 1871-ben a felsővárosban épült

A város főterén a gazdag városi patríciusok 1752-ben épített házai láthatók.

## Eupen ismert szülöttei és lakói
- Serge Brammertz, 1961, a város szülötte, a  Hágai Nemzetközi Törvényszék főügyésze, jogász, korábban belga szövetségi államügyész. Érdekesség, hogy törvényszéki elődje, Carla Del Ponte szintén egy nyelvi kisebbség tagja, hiszen ő svájci (ticinoi) olasz.

## Külső hivatkozások
- Eupen város hivatalos honlapja
- Információ látogatóknak